# Amanda Cerny
Amanda Rachelle Cerny (sinh ngày 26 tháng 6 năm 1991) là một nhân vật internet người Mỹ. Cô được biết đến nhiều nhất qua kênh YouTube và trước đó là dịch vụ Vine với hơn 4 triệu người theo dõi. Cô là Playmate của Tháng vào tháng 10 năm 2011 của tạp chí Playboy.

## Cuộc sống ban đầu và nền tảng
Amanda Cerny sinh ngày 26 tháng 6 năm 1991 tại Pittsburgh, Pennsylvania.

## Sự nghiệp
Ở tuổi 15, Cerny bắt đầu làm người mẫu. Cô đã được giới thiệu trên tạp chí Playboy với tư cách là Playboy Playmates của tháng trong ấn bản tháng 10 năm 2011. Cerny bắt đầu đăng nội dung lên Vine và có hơn 4,6 triệu người theo dõi. Cô trở thành người nổi tiếng trên YouTube, Instagram, Snapchat, Facebook và Twitter.
Vào tháng 8 năm 2017, Cerny được bổ nhiệm làm người đứng đầu Bộ phận Tài năng Kỹ thuật số (Digital Talent Division) mới thành lập của nền tảng phát nhạc LiveXLive.

## Tham gia phim
- 2019: Airplane Mode vai Cerny
- 2020: The Babysitter: Killer Queen vai Violet